# Violeta de Outono
Violeta de Outono est un groupe brésilien de rock, originaire de São Paulo.
Fortement influencé par les Beatles, les Rolling Stones, Pink Floyd, Led Zeppelin et Gong, le groupe était à l'origine un groupe de post-punk avec quelques éléments psychédéliques, mais il a progressivement abandonné ses influences post-punk pour ajouter des éléments plus progressifs à son style musical.
Durant son existence, le groupe connait de nombreux changements de line-up depuis sa création ; le seul membre fondateur restant est le chanteur et guitariste Fabio Golfetti.

## Histoire
Fabio Golfetti fonde Violeta de Outono en 1985 avec Cláudio Souza, tous deux ayant quitté le groupe pionnier Nouveaux Romantiques Zero Angelo Pastorello les rejoint plus tard, et c'est avec ce line-up qu'ils sortent une démo, Memories, la même année. La cassette attire l'attention du label discographique indépendant Wop-Bop Records, qui sort leur premier EP, Reflexos da Noite, en 1986. 
En 2009, Cláudio Souza quitte Violeta de Outono pour la troisième fois, mais avant cela, ils enregistrent une autre vidéo, Seventh Brings Return, dans laquelle ils reprennent Pink Floyd et Syd Barrett en direct, et jouent également leur premier album dans son intégralité lors d'un concert au Théâtre municipal de São Paulo, qui est publié plus tard en DVD. Fred Barley prend la place de Souza - cependant, Barley quitte le groupe en 2011 pour rejoindre Terço, et est remplacé par José Luiz Dinola (ex-membre de A Chave do Sol) ; depuis lors, le line-up de Violeta de Outono reste inchangé.
Le sixième album du groupe, Espectro, sort en 2012. Le 19 septembre 2016, le groupe annonce avoir commencé à travailler sur son septième album studio, Spaces, finalement sorti le 14 octobre 2016. La même année, le magazine Rolling Stone Brasil l'élit 25e meilleur album brésilien de 2016. À partir de mai 2017, le trio original composé de Golfetti, Pastorello et Souza se réunit à nouveau pour des concerts, célébrant la réédition de leur premier album,. 
En octobre 2022, ils sortent un nouvel album intitulé Outro Lado,.

## Membres

### Membres actuels
- Fabio Golfetti – chant, guitare (depuis 1985)
- Cláudio Souza – batterie (1985–1990, 1993–2000, 2003–2009, depuis 2017)
- Angelo Pastorello – basse (1985–2000, 2003–2006, depuis 2017)

### Anciens membres
- Cláudio Fontes – batterie (1990–1993)
- Gregor Izidro – batterie (2000–2003)
- Sandro Garcia – basse (2000–2003)
- Fred Barley – batterie (2009–2011)
- Gabriel Costa – basse (2006–2017)
- José Luiz Dinola – batterie (2011–2017)
- Fernando Cardoso – clavier (2006–2017)

### Musiciens de session
- Fábio Ribeiro – clavier (1997–2005)

## Discographie

### Albums studio
- 1987 : Violeta de Outono
- 1989 : Em Toda Parte
- 1999 : Mulher na Montanha
- 2005 : Ilhas
- 2007 : Volume 7
- 2012 : Espectro
- 2016 : Spaces
- 2022 : Outro Lado

### Albums live
- 1995 : Eclipse
- 2000 : Live at Rio ArtRock Festival '97

### EP
- 1986 : Reflexos da Noite
- 1988 : The Early Years

### Clips
- 2006 : Violeta de Outono e Orquestra
- 2009 : Seventh Brings Return: A Tribute to Syd Barrett
- 2011 : Ao Vivo no Theatro Municipal
- 2015 : Live at Rio Artrock Festival '97

### Démos
- 1985 : Memories